# Þrúðvangr
Þrúðvangr (Thrúdvang ; qui signifie « champ(s) de force » en vieux norrois) ou Þrúðvangar (Thrúdvangar ; qui signifie « plaine(s) de force » en vieux norrois) est le royaume de Thor dans la mythologie nordique selon l'Edda de Snorri écrite par Snorri Sturluson au XIIIe siècle. Cependant, dans l'Edda poétique, le royaume de Thor est appelé Þrúðheimr.